# Germain Lefèvre-Pontalis
Pour les articles homonymes, voir Lefèvre.
Pour les autres membres de la famille, voir Famille Lefèvre-Pontalis.
Casimir Germain Lefèvre-Pontalis est un archiviste et historien français né le 18 février 1860 à Paris où il est mort le 31 mai 1930.

## Biographie
Il est le fils d'Antonin Lefèvre-Pontalis et le frère d'Eugène Lefèvre-Pontalis. Il épouse Henriette Réal, fille du préfet Gustave Réal et petite-fille de Félix Martin Réal.
Licencié ès lettres et en droit, il devient élève pensionnaire de l'École des chartes en 1879. Attaché aux archives du Ministère des Affaires étrangères, il est nommé secrétaire d'ambassade.
Il collabore régulièrement à diverses publications, dont le Journal des Débats, la Revue hebdomadaire, la Revue de Paris et la Revue des deux Mondes.
Il est président de l'Association des lauréats du concours général (1925-1928), de la Société de l'histoire de France, de la Société de l'histoire de Paris et de l'Île-de-France et de la Société historique et archéologique de Pontoise, du Val-d'Oise et du Vexin.
Il est enterré au cimetière du Père-Lachaise (27e division).

## Publications
- « La Mission du marquis d'Equilles en Écosse auprès de Charles-Edouard (1745-1746) », 1888
- « Épisodes de l'invasion anglaise 2 : la guerre des partisans dans la Haute-Normandie (1424-1429) », 1894
- « La Panique anglaise, en mai 1429 », 1894
- « Épisodes de l'invasion anglaise 3 : la guerre des partisans dans la Haute-Normandie (1424-1429) », 1895
- « Épisodes de l'invasion anglaise 4 : la Guerre de Partisans dans la Haute Normandie : 1424-1429 », 1896
- « Les sources allemandes de l'histoire de Jeanne d'Arc : Eberhard Windecke », 1903
- « Le siège de Meulan en 1423 : notice lue à la réunion des sociétés savantes du département au mois de juin 1902 », 1903
- « La naissance de la Normandie », 1911
- « Louis-Passy », 1913

## Distinctions
- Chevalier de la Légion d'honneur